# Niágara (Nueva York)
Niágara es un pueblo ubicado en el condado de  Niágara en el estado estadounidense de Nueva York. En el año 2000 tenía una población de 8,978 habitantes y una densidad poblacional de 369 personas por km².

## Geografía
Niágara se encuentra ubicado en las coordenadas 43°6′58″N 78°59′22″O / 43.11611, -78.98944.

## Demografía
Según la Oficina del Censo en 2000 los ingresos medios por hogar en la localidad eran de $37,327, y los ingresos medios por familia eran $43,689. Los hombres tenían unos ingresos medios de $35,657 frente a los $25,358 para las mujeres. La renta per cápita para la localidad era de $17,500. Alrededor del 9.3% de la población estaban por debajo del umbral de pobreza.